# Habenaria rodeiensis
Habenaria rodeiensis är en orkidéart som beskrevs av João Barbosa Rodrigues. Habenaria rodeiensis ingår i släktet Habenaria och familjen orkidéer. Inga underarter finns listade i Catalogue of Life.